# Bacalhau à Zé do Pipo

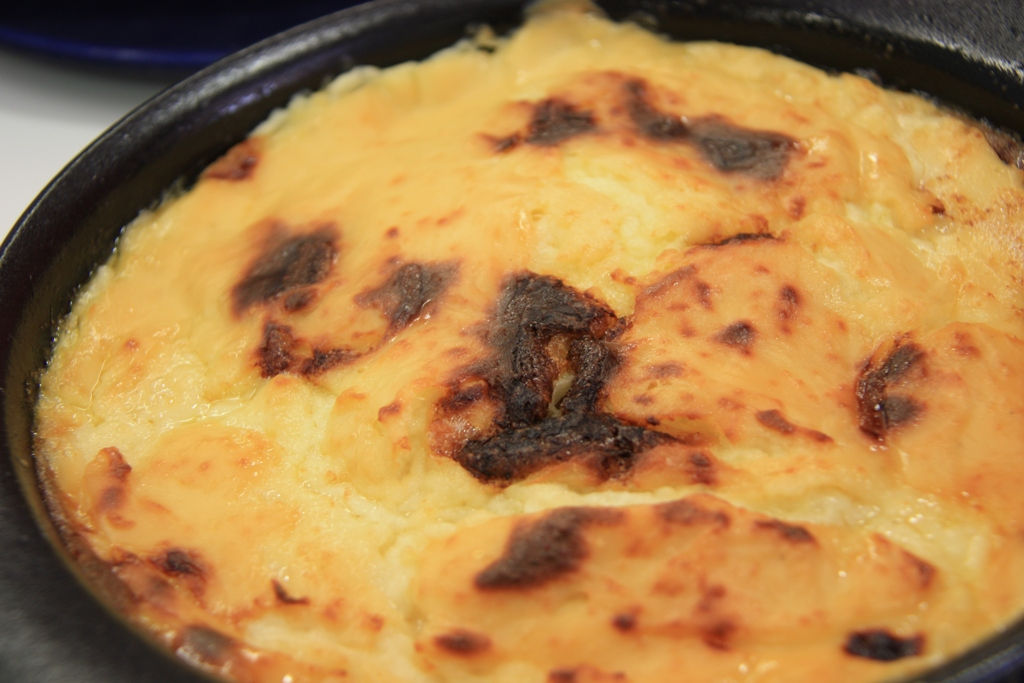
Bacalhau à Zé do Pipo

Bacalhau à Zé do Pipo é um prato típico da culinária de Portugal e uma das formas mais populares de preparar bacalhau. 
Deve o seu nome a José Valentim, apelidado de "Zé do Pipo", dono de um restaurante tradicional da cidade do Porto e autor da receita. Foi criado na década de 1960, tendo então alcançado a primeira posição num concurso denominado "a melhor refeição ao melhor preço", organizado pela então SNI - Secretariado Nacional de Informação, Turismo e Cultura Popular do Estado Novo.
Existem diversas variações, mas a receita é basicamente um empadão de batata com bacalhau, este é preparado com bacalhau, maionese, puré de batata, cebola, leite, azeite, pimento vermelho, louro e azeitonas, entre outros ingredientes possíveis. Após cozedura do bacalhau este é envolto num refogado e é preparado um puré de batata, por fim monta-se o empadão numa travesa juntando maionese no topo do empadão, este é levado por fim ao forno até o topo ficar bem gratinado.